# パコーン・ラム
パコーン・ラム （タイ語: ปกรณ์ ลัม、1979年9月12日）ニックネームは ドーム (タイ語: โดม) は、タイの男性歌手、俳優。1995年に歌手としてデビュー。

## 略歴
1979年9月12日 彼はバンコクで、シンガポール人の父とタイ生まれの中国系ドイツ人の母の間に生まれました。

## ディスコグラフィー

### ソロアルバム
- 1996年 - Dome
- 1998年 - Dangerous Dome
- 1999年 - Dome Question
- 2001年 - Dome Naked

### スペシャルアルバム
- 1997年 - จากฉันถึงเธอ
- 1998年 - Dome Reaction

### 各種アルバム
- 1997年 - The Next
- 1999年 - The X-Venture
- 2000年 - Mission 4 Project